# Tomislav Gomelt
Tomislav Gomelt (Sisak, 7 de enero de 1995) es un futbolista croata que juega como centrocampista en el H. N. K. Segesta Sisak de la 3. HNL.

## Trayectoria
Gomelt comenzó su carrera juvenil en el club HNK Segesta de su ciudad natal antes de trasladarse a NK Zagreb. Internacional juvenil, atrajo la atención de clubes de toda Europa, realizó pruebas en el Inter de Milán, Juventus y Génova, pero no pudo transferirse debido a razones y regulaciones burocráticas.  
Gomelt es un centrocampista zurdo de calidad formado en las categorías inferiores de Segesta Sisak, NK Zagreb y HAŠK Zagreb, antes de llegar a la cantera del Tottenham Hotspur en 2012. Tras pasar de juveniles al primer equipo inglés, fue cedido durante dos temporadas, una al filial del RCD Espanyol y otra temporada al Royal Antwerp. 
Más tarde, sería adquirido en propiedad por el Bari, que lo cedería al Cluj rumano (donde jugaría durante dos temporadas siendo titular), antes de venderlo al HNK Rijeka de su país natal.
En enero de 2018, Tomislav Gomelt se convierte en refuerzo invernal del Lorca FC, el centrocampista croata llega cedido del HNK Rijeka.
En julio de 2018 regresaría a Rumania fichando por el Dinamo Bucarest.
En enero de 2019 volvió a abandonar Rumania para jugar en el F. C. Crotone.

## Selección nacional
Internacional en las categorías inferiores de Croacia.

## Clubes
| Club                           | País         | Año       |
| ------------------------------ | ------------ | --------- |
| Tottenham Hotspur F. C.        | Inglaterra   | 2013-2015 |
| R. C. D. Espanyol "B" (cedido) | España       | 2013      |
| Royal Antwerp F. C. (cedido)   | Bélgica      | 2013-2014 |
| F. C. Bari 1908 (cedido)       | Italia       | 2014-2015 |
| F. C. Bari 1908                | Italia       | 2015-2017 |
| CFR Cluj (cedido)              | Rumania      | 2015-2017 |
| H. N. K. Rijeka                | Croacia      | 2017-2018 |
| Lorca F. C. (cedido)           | España       | 2018      |
| Dinamo Bucarest                | Rumania      | 2018-2019 |
| F. C. Crotone                  | Italia       | 2019-2021 |
| ADO Den Haag                   | Países Bajos | 2021      |
| F. K. Sūduva                   | Lituania     | 2022      |
| N. K. Rudeš                    | Croacia      | 2023      |
| H. N. K. Segesta Sisak         | Croacia      | 2023-     |